# Barbarakirche (Gliwice)

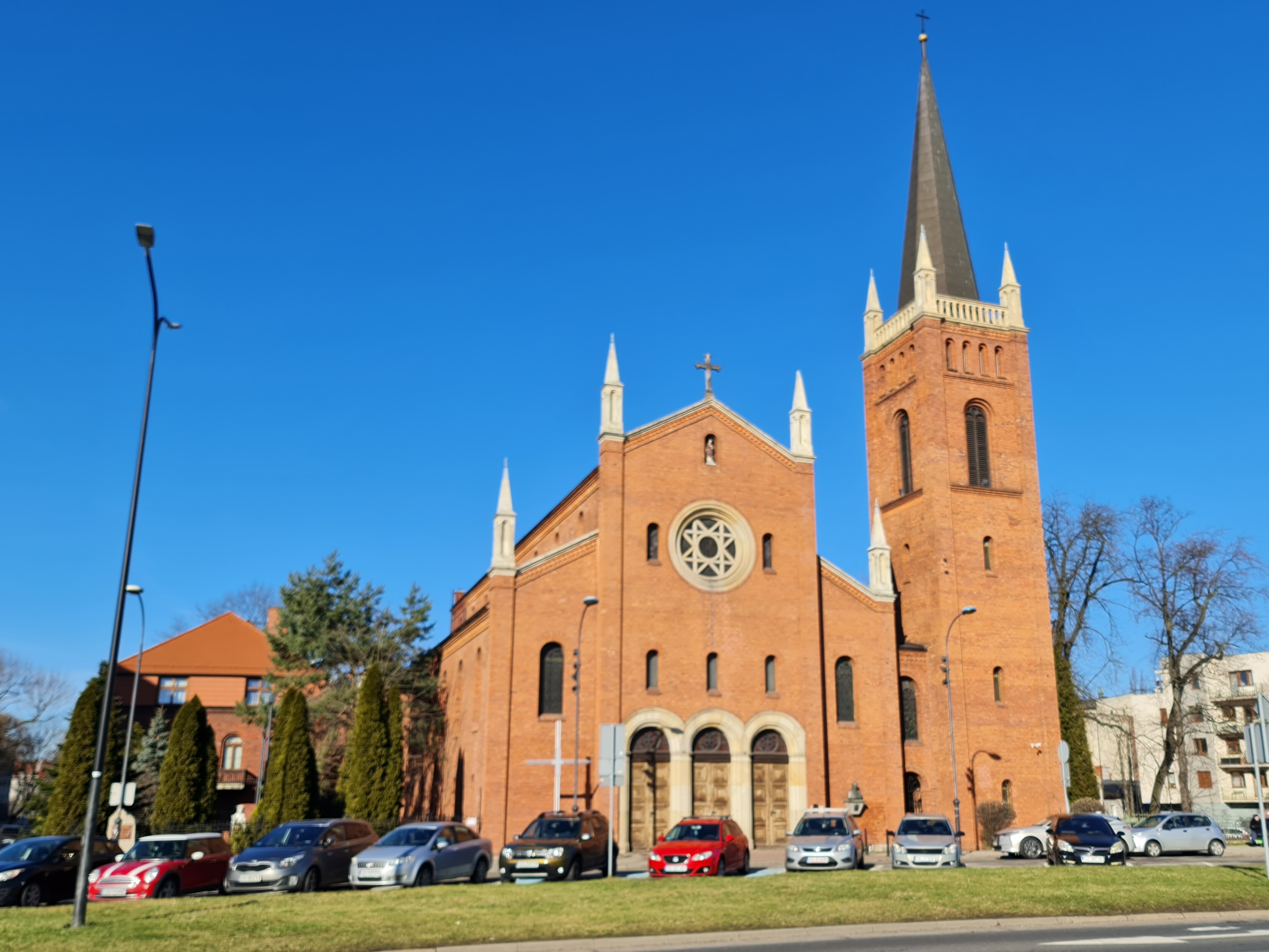
Die Barbarakirche (2024)

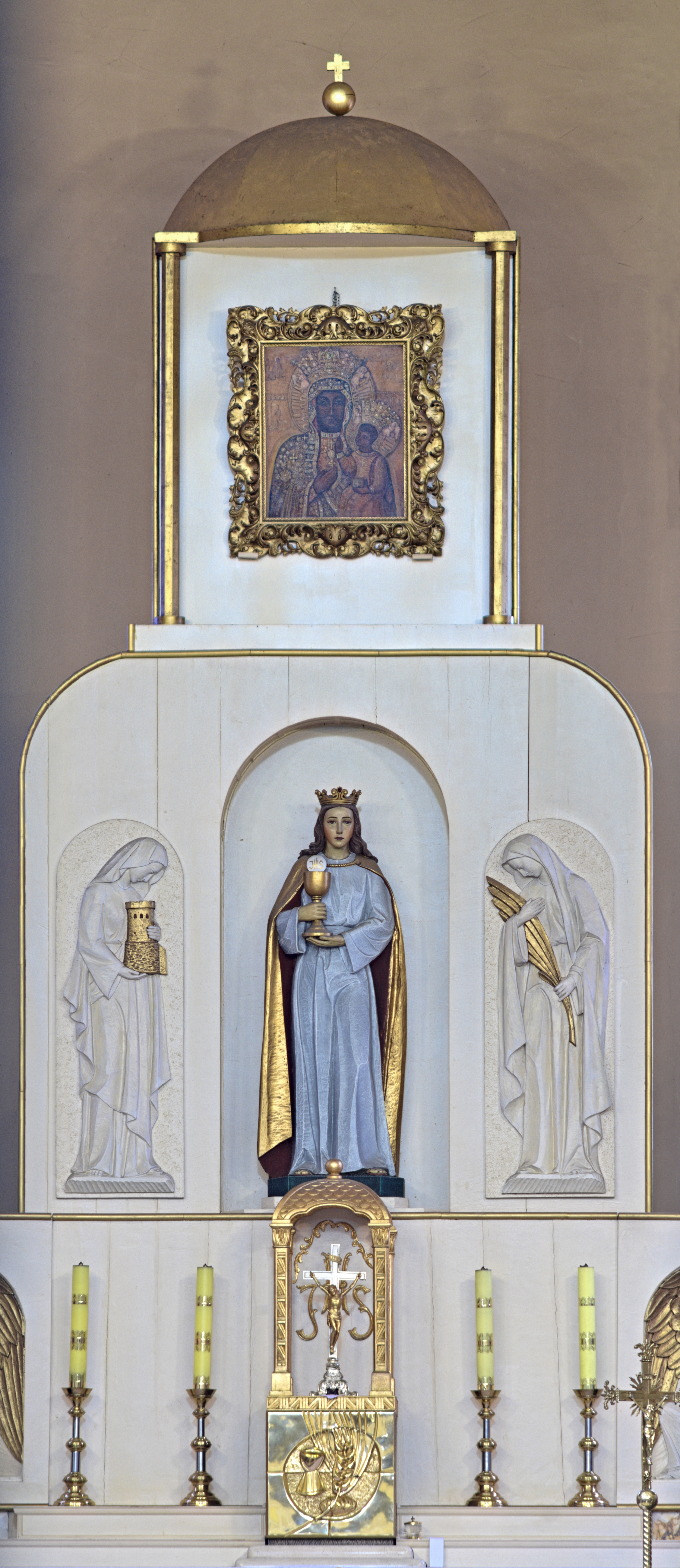
Hauptaltar

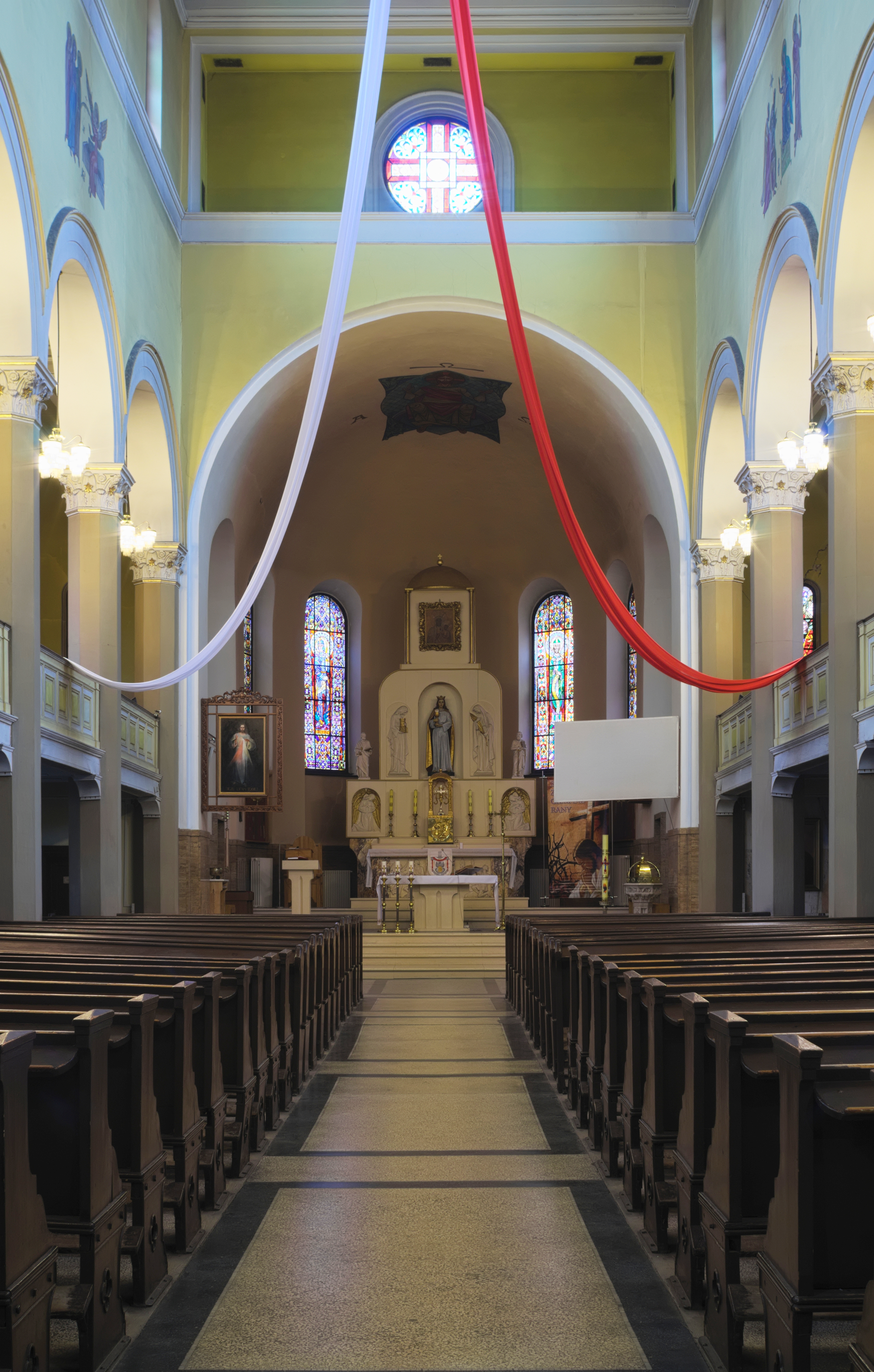
Innenansicht

Die Barbarakirche (oder Garnisonskirche) (polnisch Kościół św. Barbary) im oberschlesischen Gliwice (Gleiwitz) ist eine römisch-katholische Pfarrkirche und Garnisonkirche. Bis 1945 hieß sie Evangelische Kirche. Die Kirche im neoromanischen Stil stammt aus dem 20. Jahrhundert und ist der heiligen Barbara geweiht. Die Barbarakirche gehört der Militärpfarrei (auch Barbaragemeinde genannt) in Gliwice an, die dem Dekanat Gliwice des Bistums Gliwice (Gleiwitz) zugehörig ist. Sie befindet sich an der Ulica św. Barbary 2 neben der Dworcowa-Straße (Bahnhofstraße) im Zentrum der Stadt.

## Geschichte
Die neue Kirche wurde zwischen 1856 und 1859 durch die evangelische Gemeinde in Gleiwitz erbaut. Am 15. Mai 1856 wurde der Grundstein gelegt. Am 1. November 1859 wurde die neue Kirche feierlich geweiht. Sie ersetzte die ca. 400 Jahre alte Barbarakirche. Diese zuvor katholische einschiffige Fachwerkkirche in der Weißen bzw. Beuthener Vorstadt wurde vor 1482 erbaut und am 7. Juli 1815 von der evangelischen Gemeinde übernommen. An der Stelle des Altars und Chorraums der alten Kirche wurde 1867 ein Marmorkreuz mit einem Relief der alten Barbarakirche errichtet, das vom Pastor Robert Sigismund Beer gestiftet wurde. Doch bereits 1835 wurde die Kirche für die wachsende evangelische Gemeinde zu klein und man Begann mit den Bestrebungen für einen größeren Kirchenneubau. Während des Baus des Kirchturms traten statische Probleme auf. Der Turm wurde 1863 freigegeben. 1945 wurde die Kirche und das Eigentum der evangelischen Gemeinde konfisziert und der polnische Staat übergab die ehemalige evangelische Kirche an eine katholische Gemeinde. Nach 1945 erhielt die Kirche den Namen Barbarakirche.
Die Kirche wurde als Baudenkmal eingetragen.

## Architektur und Ausstattung
Bei der Barbarakirche handelt es sich um ein neoromanisches Bauwerk mit einer Fassade aus roten Ziegelsteinen mit wenigen Dekorationselementen aus Sandstein. Sie wurde in Form einer dreischiffigen Basilika nach den Plänen des Berliner Architekten Friedrich August Stüler errichtet. Auf dem Giebel über dem Eingang befindet sich ein Kreuz. In einer Nische im Giebel befindet sich eine Figur der heiligen Barbara. Die Kirche besitzt einen einzelnen Kirchturm mit einer Höhe von 44,5 Metern, der sich seitlich am Kirchenschiff befindet.
Zur Ausstattung der Kirche gehört ein klassizistischer Hauptaltar mit einer Figur der heiligen Barbara umgeben von Märtyrern in Form von Reliefen. In den 1990er Jahren wurde der Altar durch eine Kopie des Gemäldes der Muttergottes von Tschenstochau ergänzt, die sich vorher an einem Seitenaltar befand. Die Seitenaltäre sind dem Heiligen Herzen Jesu, dem heiligen Antonius, dem heiligen Josef und dem Heiligen und Apostel Judas Thaddäus gewidmet. Die farbigen Kirchenfenster stammen aus dem 19. Jahrhundert. Die Wände sind mit modernen Wandmalereien von Heiligen und mit weiteren Motiven bemalt. Dazu zählen Maximilian Kolbe und Christus in Mandorla. Gemälde zeigen die Stationen des Kreuzwegs. Gedenktafeln und Epitaphien erinnern an nach Sibirien deportierte Polen.
Über den Seitenschiffen und dem Eingang befindet sich eine Empore, auf der sich auch die Orgel befindet.
Neben der Kirche befindet sich auch das Pfarrhaus und das Denkmal für die alte Barbarakirche.

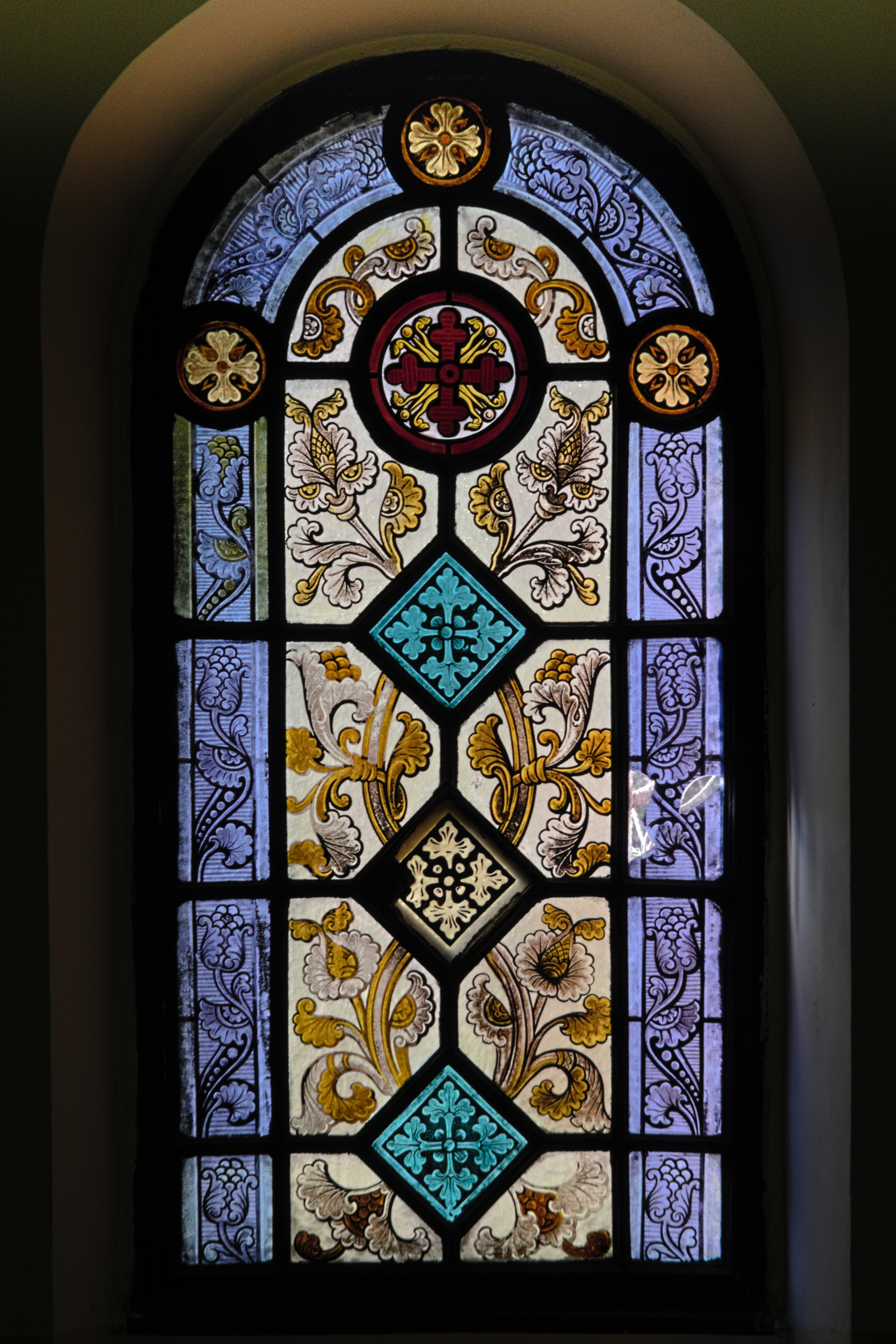
Kirchenfenster
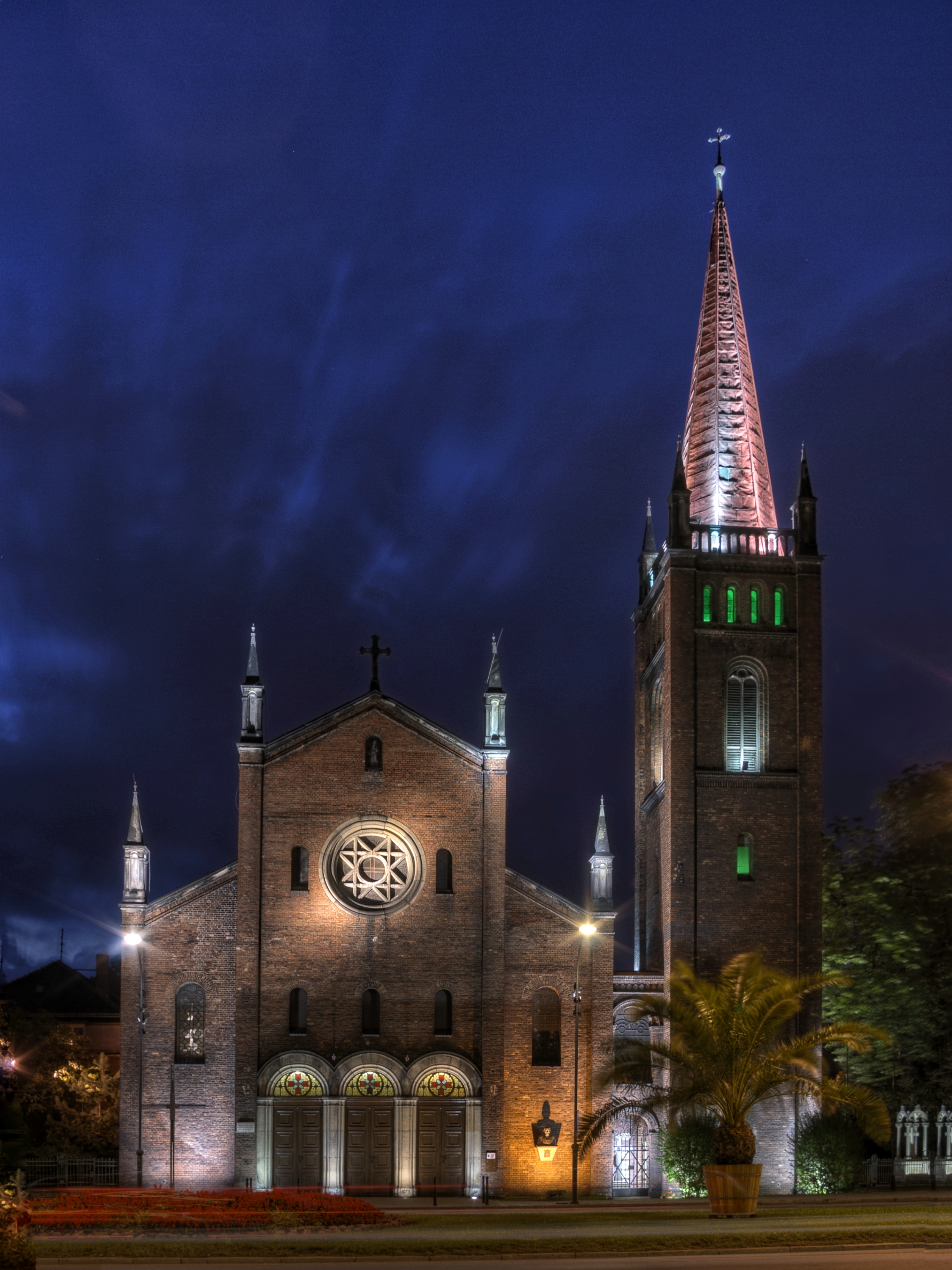
Barbarakirche bei Nacht
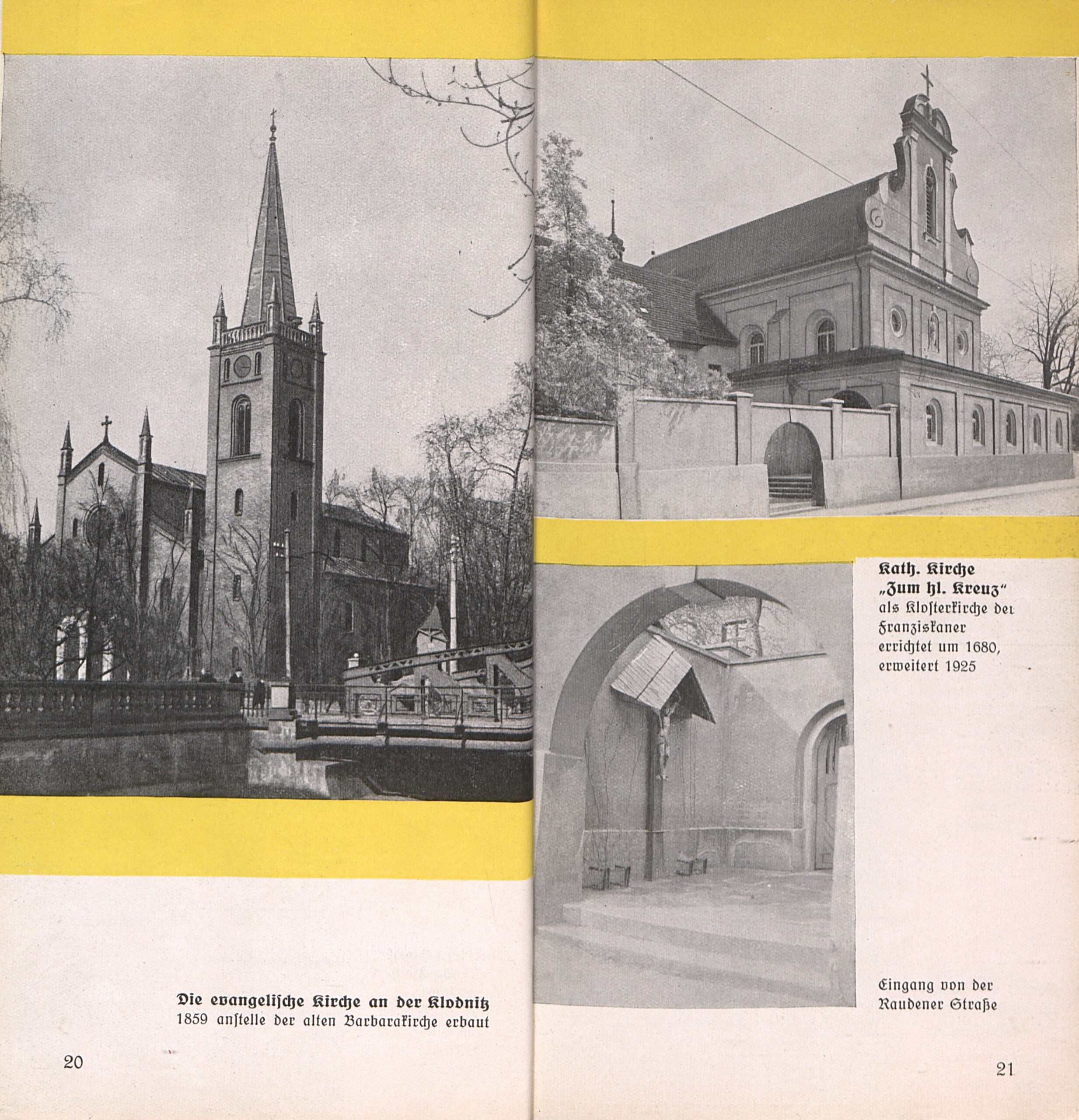
Barbarakirche in den 1930ern
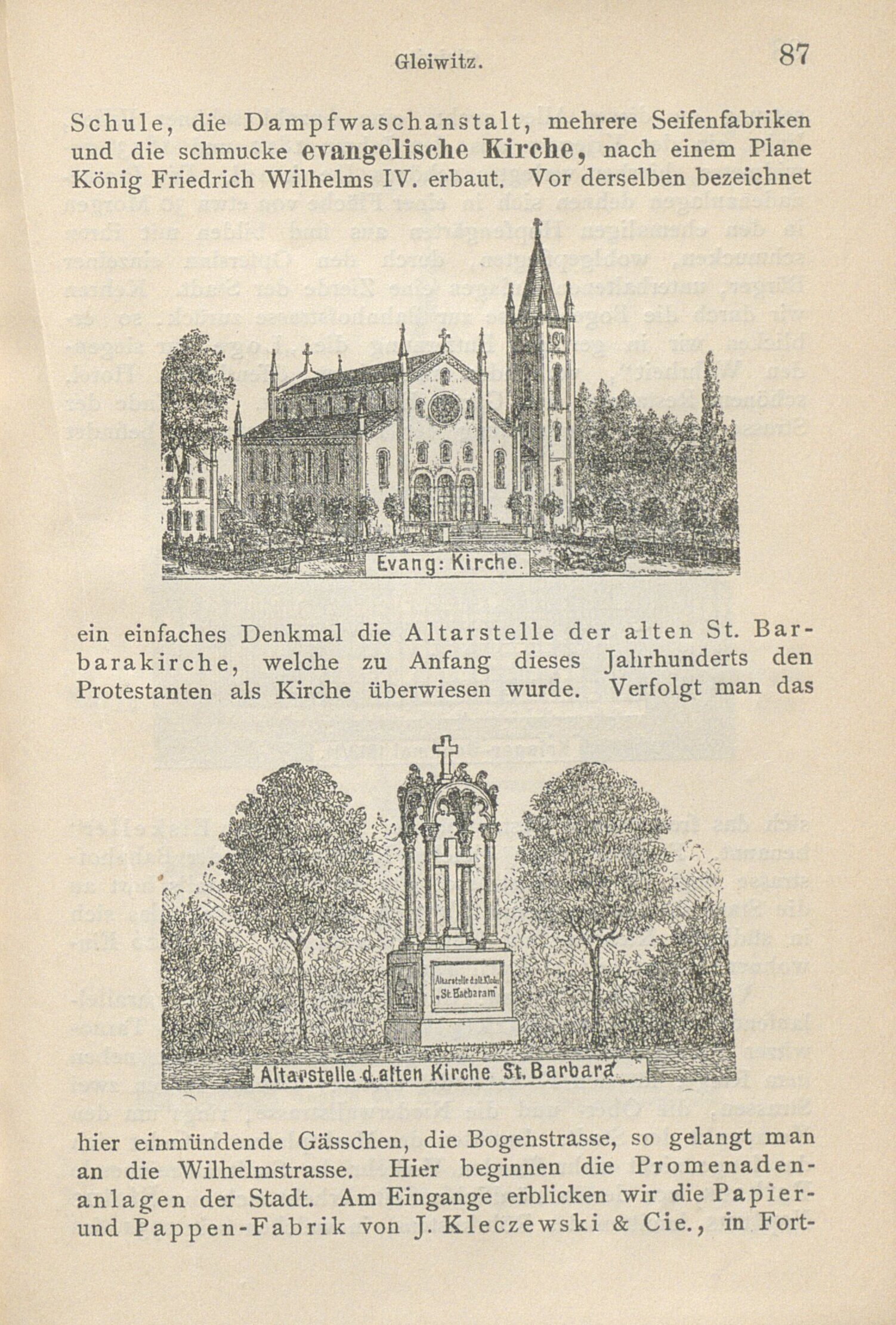
Zeichnung des Gedenksteins für die alte Kirche

## Orgel
Die Orgel wurde 1909 von dem Orgelbauer Ernst Kurzer erbaut. Das Schleifladen-Instrument hat 43 Register auf drei Manualwerken und Pedal. Die Spiel- und Registertrakturen sind pneumatisch.
| I Hauptwerk C–f3 |                 |       |
| 1.               | Echobass        | 16′   |
| 2.               | Principal       | 8′    |
| 3.               | Gambe           | 8′    |
| 4.               | Gemshorn        | 8′    |
| 5.               | Hohlflöte       | 8′    |
| 6.               | Principal       | 4′    |
| 7.               | Fugara          | 4′    |
| 8.               | Hohlflöte       | 4′    |
| 9.               | Rauschquinte II | 2 ⁄3′ |
| 10.              | Cornett III     |       |
| 11.              | Mixtur IV-V     |       |
| 12.              | Trompete        | 8′    |
|                  | Tremblant       |       |

| II. Manualwerk C–f3 |                         |     |
| 13.                 | Lieblich gedackt        | 16′ |
| 14.                 | Geigen principal        | 8′  |
| 15.                 | Flaut amabile           | 8′  |
| 16.                 | Aeoline                 | 8′  |
| 17.                 | Quintatön               | 8′  |
| 18.                 | Octave                  | 4′  |
| 19.                 | Flaut harm.             | 4′  |
| 20.                 | Principal               | 2′  |
| 21.                 | Progressio harm. II-III |     |
| 22.                 | Cymbel III              |     |
| 23.                 | Oboe                    | 8′  |

| III. Manualwerk C–f3 |                 |     |
| 24.                  | Bourdon         | 16′ |
| 25.                  | Principal       | 8′  |
| 26.                  | Portunal        | 8′  |
| 27.                  | Salicet         | 8′  |
| 28.                  | Flaut trav.     | 4′  |
| 29.                  | Flaut dolce     | 4′  |
| 30.                  | Piccolo         | 2′  |
| 31.                  | Sifflöte        | 1′  |
| 32.                  | Sesquialtera II |     |
| 33.                  | Krummhorn       | 8′  |

| Pedalwerk C–d1 |             |         |
| 34.            | Violonbass  | 16′     |
| 35.            | Subbass     | 16′     |
| 36.            | Harm. Bass  | 16′     |
| 37.            | Quintbass   | 10 2⁄3′ |
| 38.            | Violoncello | 8′      |
| 39.            | Bassflöte   | 8′      |
| 40.            | Octave      | 4′      |
| 41.            | Gemshorn    | 4′      |
| 42.            | Mixtur II   |         |
| 43.            | Posaune     | 16′     |